# DAPI
Le DAPI ou 4',6-diamidino-2-phénylindole est une molécule fluorescente capable de se lier fortement aux bases adénine (A) et thymine (T) de l'ADN. Le DAPI est un fluorochrome : quand le DAPI absorbe la lumière UV (350 nm), il émet une fluorescence bleue brillante (450-490 nm) , ce qui permet de détecter et quantifier l'ADN grâce à un microscope à fluorescence ou par cytométrie en flux.